# 默尤尔彭杰县
默尤尔彭杰县（Mayurbhanj district）是印度的一個縣，位於該國東部，由奧里薩邦負責管轄，面積10,418平方公里，海拔高度559米，每年平均降雨量1,648毫米，識字率為52.43%，2001年人口2,223,456，人口密度每平方公里213人。

## 外部連結
- 官方网站